# Manitowish Waters
Manitowish Waters – miasto w Stanach Zjednoczonych, w stanie Wisconsin, w hrabstwie Vilas.